# Halecium filicula
Halecium filicula är en nässeldjursart som beskrevs av George James Allman 1877. Halecium filicula ingår i släktet Halecium och familjen Haleciidae. Inga underarter finns listade i Catalogue of Life.